# 185P/Петрю
Комета Петрю (185P/Petriew) — короткопериодическая комета из семейства Юпитера, которая была обнаружена 18 августа 2001 года канадским астрономом Вансом Петрю с помощью 0,51-метрового телескопа вблизи звезды β Тельца. Она была описана как диффузный объект 11,0 m звёздной величины с центральной конденсацией и небольшой комой 3 ' угловых минут в поперечнике, но без хвоста. Комета обладает коротким периодом обращения вокруг Солнца — около 5,4 года.

Орбита кометы Петрю и её положение в Солнечной системе

## История наблюдений
По утверждению астронома, она была обнаружена им визуально, что для того времени уже являлось большой редкостью, так как к тому времени большинство комет открывались только фотографическим методом на длинной выдержке. Кроме того, комета была обнаружено по сути случайно, поскольку астроном собирался искать крабовидную туманность, но начал поиски не с той звезды.
Комета была быстро идентифицирована, как короткопериодическая, — первые расчёты эллиптической орбиты появились уже к 21 августа. По мере получения дальнейших данных было установлено, что этот период составляет 5,50 лет. Анализ эволюции орбиты позволил установить, что 6 июля 1982 года комета испытала тесное сближение с Юпитером до расстояния 0,15 а. е., что привело к уменьшению перигелия с 1,37 до 1,00 а. е. После открытия многие наблюдатели первоначально оценивали яркость кометы между 10,5 m и 11,0 m, но к концу августа её яркость увеличилась ещё больше, вплотную приблизившись к 10-й звездной величине. Диаметр комы оценивался в пределах от 2 ' до 4 ' угловых минут, степень конденсации оставалась умеренной.
В очередное своё возвращение комета была обнаружена 11 января 2007 года в результате наблюдений болгарских астрономов Ф. Фратева, Е. Михайловой и А. Кирчева, которые с помощью 0,25-метрового телескопа получили девять 10-секундных экспозиций участка неба, на котором находилась комета. Она была описана как диффузный объект с комой в 0,2 ' угловых минуты в поперечнике, общей магнитудой 16,1 m.  Текущее положение кометы указывало на необходимость корректировки расчётов всего на -0,04 суток. Восстановление кометы окончательно подтвердило короткопериодический характер её орбиты и позволило 11 января 2007 года присвоить ей соответствующий порядковый номер.

## Метеорный поток
Поскольку орбита кометы пересекает земную, то пыль на её орбите может порождать слабый метеорный поток. Из анализа орбиты ясно, что  радиант метеорного потока должен находиться в созвездии Лебедя в 0,5° от звёзд φ Лебедя и 9 Лебедя, в точке с координатами 20ч 41м 25,9с (прямое восхождение) и +45° 16′ 49″ (склонение), что почти совпадает с координатами сверхновой G65.2+5.7 (итал.). Максимум активности  этого потока должен приходиться на 28 октября, а скорость метеоров составлять 12,06 — 12,25 км/с. Впрочем, необходимо отметить, что факт существования этого метеорного потока и его характеристики окончательно ещё не подтверждены.

## Сближения с планетами
В течение XX века комета дважды сближалась с Землёй и трижды — с Юпитером, причём последний проход оказался особенно близко и, вероятно, способствовал переходу кометы на современную орбиту. В XXI веке ожидается ещё по два сближения с каждой из этих планет. Комета останется на этой орбите вплоть до середины XXII столетия, пока ряд последовательных тесных сближений с Юпитером (до 0,15 а. е.) вновь не переведёт комету на новую орбиту. 
- 0,17 а. е. от Юпитера 27 апреля 1911 года;
- 0,45 а. е. от Земли 23 октября 1913 года;
- 0,68 а. е. от Юпитера 10 июня 1922 года;
- 0,47 а. е. от Земли 16 октября 1932 года;
- 0,15 а. е. от Юпитера 3 июля 1982 года;
- 0,40 а. е. от Юпитера 22 апреля 2053 года;
- 0,28 а. е. от Земли 7 ноября 2056 года;
- 0,32 а. е. от Земли 13 октября 2062 года;
- 0,35 а. е. от Юпитера 27 февраля 2065 года.